# Tulle-Campagne-Sud (tổng)
Tổng Tulle-Campagne-Sud là một tổng của Pháp tọa lạc tại tỉnh Corrèze trong vùng Nouvelle-Aquitaine.

## Hành chính
| Giai đoạn | Ủy viên           | Đảng    | Tư cách                |
| --------- | ----------------- | ------- | ---------------------- |
| 2001-2008 | Georges Mouly     | UDF-RAD | Sénateur de la Corrèze |
| 2008-2014 | Roger Chassagnard | PS      |                        |

## Phân chia đơn vị hành chính
| Xã                     | Dân số | Mã bưu chính | Mã insee |
| ---------------------- | ------ | ------------ | -------- |
| Les Angles-sur-Corrèze | 108    | 19000        | 19009    |
| Chanac-les-Mines       | 482    | 19150        | 19041    |
| Le Chastang            | 308    | 19190        | 19048    |
| Cornil                 | 1 363  | 19150        | 19061    |
| Gimel-les-Cascades     | 630    | 19800        | 19085    |
| Ladignac-sur-Rondelles | 408    | 19150        | 19096    |
| Lagarde-Enval          | 748    | 19150        | 19098    |
| Laguenne               | 1 453  | 19150        | 19101    |
| Marc-la-Tour           | 153    | 19150        | 19127    |
| Pandrignes             | 155    | 19150        | 19158    |
| Saint-Bonnet-Avalouze  | 249    | 19150        | 19185    |
| Sainte-Fortunade       | 1 716  | 19490        | 19203    |
| Saint-Martial-de-Gimel | 456    | 19150        | 19220    |
| Saint-Priest-de-Gimel  | 416    | 19800        | 19236    |

(1) một phần của xã.

## Thông tin nhân khẩu
| 1962                                                     | 1968 | 1975 | 1982 | 1990 | 1999 |
| -------------------------------------------------------- | ---- | ---- | ---- | ---- | ---- |
| -                                                        | -    | -    | -    | -    | -    |
| Nombre retenu à partir de 1962 : dân số không tính trùng |      |      |      |      |      |